# Roberto Sampietro
Roberto Sampietro (Milano, 26 maggio 1941 – Milano, 19 dicembre 2022) è stato un chirurgo italiano, che eseguì per primo al mondo una resezione polmonare per via toracoscopica a torace chiuso.

## Biografia
Allievo del Collegio Ghislieri di Pavia, si laureò in Medicina il 14 luglio 1965.
Nel 1978 fu nominato primario chirurgo presso l'Ospedale generale di Vallecamonica, e nel 1985 venne nominato primario chirurgo presso l'Ospedale San Carlo Borromeo di Milano.
Il 28 agosto 1991 eseguì per primo al mondo una resezione polmonare per via toracoscopica a torace chiuso: tale tecnica mini-invasiva venne poi applicata rapidamente da tutti i chirurghi toracici.
Fu insignito con l'"Ambrogino d'oro", dal Comune di Milano nel 1992.
Fu autore di più di 100 lavori scientifici, e relatore a numerosi Congressi Nazionali ed internazionali. Tra le altre cariche, era Fellow alla Baylor University di Houston, Visiting Professor all'Università di Lerida (Spagna) e Coahuila (Messico).
Fu professore a contratto presso la Scuola di Specializzazione in Chirurgia Generale dell'Università degli Studi di Milano dal 1985.